# دليل العملات المعدنية الأمريكية
دليل عملات الولايات المتحدة (الكتاب الأحمر الرسمي) الذي جمعه آر إس ييومان لأول مرة في عام 1946 وهو دليل أسعار لهواة جمع العملات المعدنية لعملات الدولار الأمريكي والمعروف باسم الكتاب الأحمر.
إلى جانب إصدار شقيقه وهو دليل العملات المعدنية الأمريكية الأقدم (الكتاب الأزرق الرسمي) يعتبر دليلاً موثوقًا لأسعار العملات المعدنية الأمريكية. وقد حصل دليل السفر والدليل اليدوي على ألقابهما (والآن العلامات التجارية الرسمية) "الكتاب الأحمر" و"الكتاب الأزرق" بسبب أغلفتهما وهما الحمراء والزرقاء الصلبة على التوالي. ينشر كلا الكتابين سنوياً مع تحديد تاريخهما للعام التالي.
يسرد الكتاب الأحمر سعر التجزئة لجميع العملات المعدنية للولايات المتحدة من الإصدارات الاستعمارية إلى العملات المعدنية الأمريكية المتداولة الحديثة بما في ذلك كل عام من الإصدار وعلامات السك والاختلافات الكبيرة في التصميم. بالإضافة إلى ذلك يسرد الكتاب الأحمر العملات التذكارية ومجموعات السك ومجموعات الإثبات وعملات السبائك فضلاً عن العملات النمطية الأمريكية المهمة والذهب الخاص والإقليمي ورموز الأوقات الصعبة ورموز الحرب الأهلية. كما تدرج الإصدارات الكونفدرالية والرموز والعملات المعدنية الهاواوية والإصدارات الفلبينية والرموز الألاسكية. كما تتضمن كل قائمة أسعارًا متغيرة بناءً على جودة العملة المقاسة أو الدرجة.

## التاريخ
دليل العملات المعدنية الأمريكية ( الكتاب الأحمر ) هو أطول دليل أسعار للعملات المعدنية الأمريكية. وقد بيعت 24 مليون نسخة من جميع الأشكال. طرحت الطبعة الأولى المؤرخة عام 1947 للبيع في نوفمبر 1946. وباستثناء فترة الانقطاع لمدة عام واحد في عام 1950 فقد استمر النشر حتى يومنا هذا.
إن آر إس ييومان كان هو المؤسس والمجمع للكتاب الأحمر أثناء عمله في دار ويتمان للنشر. فقد عمل ييومان كمحرر مشارك مؤسس لكتاب "دليل العملات المعدنية للولايات المتحدة" باسم الكتاب الأزرق الذي أصدرته دار ويتمان للنشر في عام 1942. وكان الكتاب الأزرق ناجحاً في إعطاء الهواة نظرة عامة على تاريخ العملات المعدنية الأمريكية وقيم الجملة للعملات المعدنية (الأسعار التي يدفعها تجار العملات لهواة الجمع لبيع العملات المعدنية). ومع ذلك كان ييومان يعتقد أن هواة جمع العملات يريدون مزيداً من المعلومات حول عملاتهم المعدنية لذلك بدأ في تجميع الكتاب الأحمر. تأخر نشر الكتاب الأحمر حتى نهاية الحرب العالمية الثانية ثم نُشر في عام 1946 مما وفر لهواة جمع العملات المزيد من المعلومات التاريخية بالإضافة إلى قيم البيع بالتجزئة (الأسعار التي يمكن لهواة جمع العملات أن يتوقعوا دفعها لتجار العملات لشراء العملات المعدنية) بدلاً من قيم البيع بالجملة.
شغل آر إس ييومان منصب محرر الكتاب الأحمر والكتاب الأزرق حتى تقاعده في عام 1970. تولى مساعده كينيث بريسيت منصب المحرر وفي عام 1971. وتقاعد بريسيت نفسه في عام 2017 وهو يشغل حاليًا منصب المحرر الفخري. شغل جيف جاريت منذ ذلك الحين منصب المحرر الرئيسي للكتاب الأحمر والكتاب الأزرق  بينما يشغل ديفيد باورز منصب المحرر الرئيسي للطبعة الفاخرة من الكتاب الأحمر منذ عام 2018. ويظل ييومان وبريسيت مدرجين في كل إصدار من الكتاب الأحمر والكتاب الأزرق باعتبارهما محررين لهما.
بلغت ذروة طبع الكتاب في عام 1965 -في عام واحد- 1.2 مليون نسخة على الإطلاق.
وصل الكتاب الأحمر إلى طبعته السادسة والسبعين في عام 2022 (بتاريخ 2023) كما وصل الكتاب الأزرق إلى طبعته الثمانين (بتاريخ 2023).

## التنسيقات
بالإضافة إلى الإصدار التقليدي ذي الغلاف المقوى أضيفت تنسيقات جديدة على مر السنين:
- غلاف ورقي (تجليد مثالي) – 1993-1996 و1998 و2003-2006.
- غلاف ورقي ذو غلاف حلزوني – 1997 و1999 حتى الآن.
- غلاف مقوى ذو غلاف حلزوني – 2008 حتى الآن.
- طبعة كبيرة الحجم – 2010. كتاب ذو غلاف ورقي وذو غلاف حلزوني بمقاس 8×10 بوصة.
- طبعة محدودة مجلدة بالجلد – 2009 حتى الآن. يقوم الناشر كل عام بطباعة عدد أقل من النسخ مقارنة بالعام السابق (في عام 2015 كان يقتصر على 500 نسخة فقط؛ وفي الأعوام الماضية تمت طباعة 3000 نسخة).
- الطبعة الأساسية

### كتاب ميجا الأحمر
أصدرت دار ويتمان للنشر طبعة ديلوكس (الموسعة) المسجلة كعلامة تجارية باسم "ميجا ريد" وذلك منذ عام ٢٠١٥. حيث تتضمن هذه الطبعة تصميمًا وطباعة وتسعيرًا وتصنيفًا ومعلومات تاريخية أكثر توسعًا من الكتاب الأحمر القياسي. فمنذ الإصدار الأول يتميز كل إصدار بـ"تغطية متعمقة" لفئة مختلفة من العملات المعدنية الأمريكية:
- نصف سنتات نحاسية وسنتات كبيرة (الطبعة الأولى، 2015)(ردمك 978-079484307-6).
- سنتات صغيرة (بنسات) تاريخ 1856 (الطبعة الثانية 2016 مؤرخة 2017).
- عملة نيكل فئة خمسة سنتات (نيكل) تاريخ 1866 (الطبعة الثالثة 2017).
- عشرة سنتات 1796-التاريخ (الطبعة الرابعة 2018).
- ربع دولار تاريخ 1796 (الطبعة الخامسة 2019).
- نصف دولار تاريخ 1794 (الطبعة السادسة 2020).

### إصدارات قابلة للتحصيل
تعتبر الطبعات المبكرة من الكتاب الأحمر قابلة للتحصيل. وقد حققت الطبعة الأولى 1500 دولار أو أكثر في السوق المفتوحة. حيث يحتوي الكتاب الأحمر على كتابه الأحمر الخاصدليل الكتاب الأحمر الرسمي لعملات الولايات المتحدة بقلم فرانك جيه كوليتي الذي نُشر عام 2009 بواسطة ويتمان للنشر (ردمك 978-0-7948-2580-5).
وفي عام 2006 نُشرت نسخة طبق الأصل من طبعة عام 1947 في الذكرى الستين لنشر الطبعة الأولى. وسميت بـ"الطبعة التكريمية لعام 1947" (ردمك 0-7948-2230-4) وهو يختلف عن الأصل من خلال وجود غلاف غبار (أول كتاب أحمر على الإطلاق يحتوي على غلاف غبار) وقسم ملون إضافي مكون من 32 صفحة يقارن بين هواية جمع العملات المعدنية في عام 1946 وعام 2006. فباستثناء غلاف الغبار وقسم الألوان كان نسخة طبق الأصل من الطبعة الأولى (مع عبارة "ندرة هذا التاريخ" في الصفحة 135).